# Shōgo Taniguchi
Shōgo Taniguchi (谷口 彰悟?, Taniguchi Shōgo; Kumamoto, 15 luglio 1991) è un calciatore giapponese, difensore del Sint-Truiden e della nazionale giapponese.

## Biografia
Figlio di Toshio e Harue, ha una sorella maggiore di nove anni, Yukiko ed un fratello più grande di tre anni, Keisuke.
Nell'estate del 2015 incontra e dal 2017 intrattiene una relazione sentimentale con l'attrice giapponese Rika Izumi.

## Caratteristiche tecniche
È un difensore centrale estremamente duttile: infatti, in passato ha ricoperto sia il ruolo di terzino sinistro che quello di mediano. Dotato di un ottimo senso della posizione che gli consente di ricoprire adeguatamente la linea di difesa, fa del colpo di testa, della lettura della palla e della propria sicurezza i suoi punti di forza. Di piede destro, riesce ad impostare dalla propria difesa, ricorrendo spesso a dei passaggi corti con i quali premia il possesso palla della sua squadra. Abile nel gestire le situazioni di gioco con calma, è bravo anche nei contrasti e nel recupero della palla, anche se appare discreto a livello tecnico.

## Carriera

### Club

#### Kawasaki Frontale e Al-Rayyan
Ha debuttato nel professionismo nel 2014, con il Kawasaki Frontale, segna il suo primo gol pareggiando per 1-1 contro il Nagoya Grampus. La squadra vince l'edizione 2017 della J1 League dove Taniguchi segna vari gol battendo per 2-1 il Kashiwa Reysol, ne segna un altro sconfiggendo per 5-0 il Vissel Kobe, riesce a fare una rete vincendo per 3-2 in rimonta contro il Sagan Tosu inoltre apre le marcature battendo per 5-1 il Cerezo Osaka, inoltre segna un gol battendo sia lo Shimizu S-Pulse che il Sanfrecce Hiroshima con il risultato di 3-0. Vince anche l'edizione successiva del campionato nel 2018 segnando tre gol, sconfiggendo per 2-1 il Vissel Kobe e prevalendo per 3-0 contro il Kashiwa Reysol e il Júbilo Iwata. Nel 2019 vince la Coppa J. League battendo in finale il Consadole Sapporo dopo un pareggio per 3-3 prevalendo ai rigori per 5-4, Taniguchi viene espulso duranti i tempi supplementari. Vince anche l'edizione 2020 della Coppa dell'Imperatore giocando tutta la finale vinta per 1-0 contro il Gamba Osaka. Riconquista il titolo del campionato nel 2020, segna un gol sia nella vittoria per 5-1 contro lo Yokohama FC che in quella per 2-1 contro il Kashima Antlers, per poi vince ancora la J1 League nell'edizione 2021.
Nel 2023 si trasferisce in Qatar giocando per l'Al-Rayyan, nella Stars League, la prima divisione di calcio del Qatar.

### Nazionale

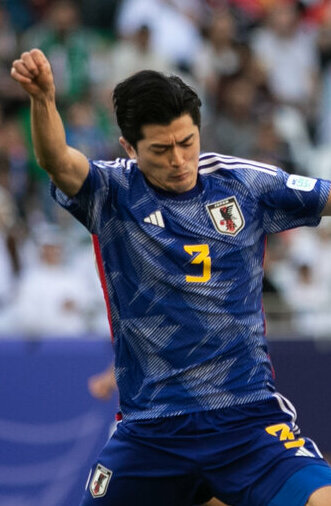
Taniguchi con la nazionale giapponese alla Coppa d'Asia 2023

Esordisce con la nazionale giapponese l'11 giugno 2015 in un'amichevole vinta per 4-0 contro l'Iraq entrando in campo al 76º minuto sostituendo Makoto Hasebe. Nel 2021, durante un'altra amichevole contro la Serbia, grazie a un passaggio di Taniguchi, Jun'ya Itō segna il gol del 1-0 vincendo la partita.
Viene convocato per giocare nel mondiale di calcio Qatar 2022, giocando due partite entrambe a tempo pieno, nella prima battendo per 2-1 la Spagna e la successiva nel pareggio per 1-1 contro la Croazia perdendo poi per 3-1 ai rigori.
Segna il suo primo gol con la maglia della nazionale giapponese nella vittoria per 6-0 contro l'El Salvador.
Il 1º gennaio 2024 viene convocato per la Coppa d'Asia 2023, manifestazione in cui scende in campo in due occasioni.

## Statistiche

### Presenze e reti nei club
Statistiche aggiornate al 3 marzo 2025.
| Stagione                 | Club                     | Campionato               | Campionato | Campionato | Coppe nazionali | Coppe nazionali | Coppe nazionali | Coppe continentali | Coppe continentali | Coppe continentali | Supercoppe | Supercoppe | Supercoppe | Totale | Totale |
| Stagione                 | Club                     | Comp                     | Pres       | Reti       | Comp            | Pres            | Reti            | Comp               | Pres               | Reti               | Comp       | Pres       | Reti       | Pres   | Reti   |
| ------------------------ | ------------------------ | ------------------------ | ---------- | ---------- | --------------- | --------------- | --------------- | ------------------ | ------------------ | ------------------ | ---------- | ---------- | ---------- | ------ | ------ |
| 2008                     | Ōzu High School          | -                        | -          | -          | CI              | 2               | 1               | -                  | -                  | -                  | -          | -          | -          | 2      | 1      |
| 2011                     | Tsukuba Daigaku          | -                        | -          | -          | CI              | 2               | 0               | -                  | -                  | -                  | -          | -          | -          | 2      | 0      |
| 2012                     | Tsukuba Daigaku          | -                        | -          | -          | CI              | 2               | 0               | -                  | -                  | -                  | -          | -          | -          | 2      | 0      |
| 2013                     | Tsukuba Daigaku          | -                        | -          | -          | CI              | 2               | 1               | -                  | -                  | -                  | -          | -          | -          | 2      | 1      |
| Totale Tsukuba Daigaku   | Totale Tsukuba Daigaku   | Totale Tsukuba Daigaku   | -          | -          |                 | 6               | 1               |                    | -                  | -                  |            | -          | -          | 6      | 1      |
| 2014                     | Kawasaki Frontale        | J1                       | 30         | 1          | CdL+CI          | 4+1             | 0               | ACL                | 5                  | 0                  | -          | -          | -          | 40     | 1      |
| 2015                     | Kawasaki Frontale        | J1                       | 34         | 2          | CdL+CI          | 6+3             | 0               | -                  | -                  | -                  | -          | -          | -          | 43     | 2      |
| 2016                     | Kawasaki Frontale        | J1                       | 34+1       | 1+0        | CdL+CI          | 6+5             | 2+1             | -                  | -                  | -                  | -          | -          | -          | 46     | 4      |
| 2017                     | Kawasaki Frontale        | J1                       | 34         | 7          | CdL+CI          | 4+1             | 0               | ACL                | 8                  | 1                  | -          | -          | -          | 47     | 8      |
| 2018                     | Kawasaki Frontale        | J1                       | 34         | 3          | CdL+CI          | 2+3             | 0+1             | ACL                | 4                  | 0                  | SJ         | 1          | 0          | 44     | 4      |
| 2019                     | Kawasaki Frontale        | J1                       | 30         | 0          | CdL+CI          | 5+2             | 0               | ACL                | 6                  | 1                  | SJ         | 1          | 0          | 44     | 1      |
| 2020                     | Kawasaki Frontale        | J1                       | 30         | 3          | CdL+CI          | 4+2             | 0               | -                  | -                  | -                  | -          | -          | -          | 36     | 3      |
| 2021                     | Kawasaki Frontale        | J1                       | 30         | 0          | CdL+CI          | 0+4             | 0               | ACL                | 6                  | 0                  | SJ         | 1          | 0          | 41     | 0      |
| 2022                     | Kawasaki Frontale        | J1                       | 33         | 3          | CdL+CI          | 2+0             | 0               | ACL                | 5                  | 0                  | SJ         | 1          | 0          | 41     | 3      |
| Totale Kawasaki Frontale | Totale Kawasaki Frontale | Totale Kawasaki Frontale | 290        | 20         |                 | 54              | 4               |                    | 34                 | 2                  |            | 4          | 0          | 382    | 26     |
| gen.-giu. 2023           | Al-Rayyan                | QSL                      | 15         | 0          | EQC+QSC         | 1+0             | 0               | ACL                | 1                  | 0                  | -          | -          | -          | 17     | 0      |
| 2023-2024                | Al-Rayyan                | QSL                      | 22         | 1          | EQC+QSC         | 2+3             | 0               | -                  | -                  | -                  | CdQ        | 2          | 0          | 29     | 1      |
| Totale Al-Rayyan         | Totale Al-Rayyan         | Totale Al-Rayyan         | 37         | 1          |                 | 6               | 0               |                    | 1                  | 0                  |            | 2          | 0          | 46     | 1      |
| 2024-2025                | Sint-Truiden             | D1                       | 13         | 1          | CB              | 1               | 0               | -                  | -                  | -                  | -          | -          | -          | 14     | 1      |
| Totale carriera          | Totale carriera          | Totale carriera          | 340        | 22         |                 | 69              | 6               |                    | 35                 | 2                  |            | 6          | 0          | 450    | 30     |

### Cronologia presenze e reti in nazionale
| Cronologia completa delle presenze e delle reti in nazionale ― Giappone | Cronologia completa delle presenze e delle reti in nazionale ― Giappone | Cronologia completa delle presenze e delle reti in nazionale ― Giappone | Cronologia completa delle presenze e delle reti in nazionale ― Giappone | Cronologia completa delle presenze e delle reti in nazionale ― Giappone | Cronologia completa delle presenze e delle reti in nazionale ― Giappone | Cronologia completa delle presenze e delle reti in nazionale ― Giappone | Cronologia completa delle presenze e delle reti in nazionale ― Giappone |
| Data                                                                    | Città                                                                   | In casa                                                                 | Risultato                                                               | Ospiti                                                                  | Competizione                                                            | Reti                                                                    | Note                                                                    |
| ----------------------------------------------------------------------- | ----------------------------------------------------------------------- | ----------------------------------------------------------------------- | ----------------------------------------------------------------------- | ----------------------------------------------------------------------- | ----------------------------------------------------------------------- | ----------------------------------------------------------------------- | ----------------------------------------------------------------------- |
| 11-6-2015                                                               | Yokohama                                                                | Giappone                                                                | 4 – 0                                                                   | Iraq                                                                    | Amichevole                                                              | -                                                                       | 76’                                                                     |
| 2-8-2015                                                                | Wuhan                                                                   | Corea del Nord                                                          | 2 – 1                                                                   | Giappone                                                                | Coppa dell'Asia orientale 2015                                          | -                                                                       |                                                                         |
| 9-12-2017                                                               | Chōfu                                                                   | Giappone                                                                | 1 – 0                                                                   | Corea del Nord                                                          | Coppa dell'Asia orientale 2017                                          | -                                                                       |                                                                         |
| 7-6-2021                                                                | Suita                                                                   | Giappone                                                                | 4 – 1                                                                   | Tagikistan                                                              | Qual. Mondiali 2022                                                     | -                                                                       | 74’                                                                     |
| 11-6-2021                                                               | Kobe                                                                    | Giappone                                                                | 1 – 0                                                                   | Serbia                                                                  | Amichevole                                                              | -                                                                       |                                                                         |
| 27-1-2022                                                               | Saitama                                                                 | Giappone                                                                | 2 – 0                                                                   | Cina                                                                    | Qual. Mondiali 2022                                                     | -                                                                       |                                                                         |
| 1-2-2022                                                                | Saitama                                                                 | Giappone                                                                | 2 – 0                                                                   | Arabia Saudita                                                          | Qual. Mondiali 2022                                                     | -                                                                       |                                                                         |
| 29-3-2022                                                               | Saitama                                                                 | Giappone                                                                | 1 – 1                                                                   | Vietnam                                                                 | Qual. Mondiali 2022                                                     | -                                                                       |                                                                         |
| 2-6-2022                                                                | Sapporo                                                                 | Giappone                                                                | 4 – 1                                                                   | Paraguay                                                                | Amichevole                                                              | -                                                                       |                                                                         |
| 10-6-2022                                                               | Kobe                                                                    | Giappone                                                                | 4 – 1                                                                   | Ghana                                                                   | Amichevole                                                              | -                                                                       |                                                                         |
| 19-7-2022                                                               | Kashima                                                                 | Giappone                                                                | 6 – 0                                                                   | Hong Kong                                                               | Coppa dell'Asia orientale 2022                                          | -                                                                       | cap. 46’                                                                |
| 27-7-2022                                                               | Toyota                                                                  | Giappone                                                                | 3 – 0                                                                   | Corea del Sud                                                           | Coppa dell'Asia orientale 2022                                          | -                                                                       | cap.                                                                    |
| 27-9-2022                                                               | Düsseldorf                                                              | Giappone                                                                | 0 – 0                                                                   | Ecuador                                                                 | Amichevole                                                              | -                                                                       |                                                                         |
| 17-11-2022                                                              | Dubai                                                                   | Giappone                                                                | 1 – 2                                                                   | Canada                                                                  | Amichevole                                                              | -                                                                       |                                                                         |
| 1-12-2022                                                               | Al Rayyan                                                               | Giappone                                                                | 2 – 1                                                                   | Spagna                                                                  | Mondiali 2022 - 1º turno                                                | -                                                                       | 44’                                                                     |
| 5-12-2022                                                               | Al Wakrah                                                               | Giappone                                                                | 1 – 1 dts (1 – 3 dtr)                                                   | Croazia                                                                 | Mondiali 2022 - Ottavi di finale                                        | -                                                                       |                                                                         |
| 15-6-2023                                                               | Toyota                                                                  | Giappone                                                                | 6 – 0                                                                   | El Salvador                                                             | Amichevole                                                              | 1                                                                       |                                                                         |
| 20-6-2023                                                               | Suita                                                                   | Giappone                                                                | 4 – 1                                                                   | Perù                                                                    | Amichevole                                                              | -                                                                       |                                                                         |
| 9-9-2023                                                                | Wolfsburg                                                               | Germania                                                                | 1 – 4                                                                   | Giappone                                                                | Amichevole                                                              | -                                                                       | 59’                                                                     |
| 12-9-2023                                                               | Genk                                                                    | Giappone                                                                | 4 – 2                                                                   | Turchia                                                                 | Amichevole                                                              | -                                                                       |                                                                         |
| 13-10-2023                                                              | Niigata                                                                 | Giappone                                                                | 4 – 1                                                                   | Canada                                                                  | Amichevole                                                              | -                                                                       | 46’                                                                     |
| 17-10-2023                                                              | Kōbe                                                                    | Giappone                                                                | 2 – 0                                                                   | Tunisia                                                                 | Amichevole                                                              | -                                                                       | 72’                                                                     |
| 16-11-2023                                                              | Suita                                                                   | Giappone                                                                | 5 – 0                                                                   | Birmania                                                                | Qual. Mondiali 2026                                                     | -                                                                       | 46’                                                                     |
| 21-11-2023                                                              | Gedda                                                                   | Siria                                                                   | 0 – 5                                                                   | Giappone                                                                | Qual. Mondiali 2026                                                     | -                                                                       |                                                                         |
| 14-1-2024                                                               | Doha                                                                    | Giappone                                                                | 4 – 2                                                                   | Vietnam                                                                 | Coppa d'Asia 2023 - 1º turno                                            | -                                                                       |                                                                         |
| 19-1-2024                                                               | Al Rayyan                                                               | Iraq                                                                    | 2 – 1                                                                   | Giappone                                                                | Coppa d'Asia 2023 - 1º turno                                            | -                                                                       | 46’                                                                     |
| 21-3-2024                                                               | Tokyo                                                                   | Giappone                                                                | 1 – 0                                                                   | Corea del Nord                                                          | Qual. Mondiali 2026                                                     | -                                                                       | 73’                                                                     |
| 6-6-2024                                                                | Yangon                                                                  | Birmania                                                                | 0 – 5                                                                   | Giappone                                                                | Qual. Mondiali 2026                                                     | -                                                                       | cap.                                                                    |
| 5-9-2024                                                                | Saitama                                                                 | Giappone                                                                | 7 – 0                                                                   | Cina                                                                    | Qual. Mondiali 2026                                                     | -                                                                       |                                                                         |
| 10-9-2024                                                               | Riffa                                                                   | Bahrein                                                                 | 0 – 5                                                                   | Giappone                                                                | Qual. Mondiali 2026                                                     | -                                                                       |                                                                         |
| 10-10-2024                                                              | Gedda                                                                   | Arabia Saudita                                                          | 0 – 2                                                                   | Giappone                                                                | Qual. Mondiali 2026                                                     | -                                                                       |                                                                         |
| 15-10-2024                                                              | Saitama                                                                 | Giappone                                                                | 1 – 1                                                                   | Australia                                                               | Qual. Mondiali 2026                                                     | -                                                                       | [ 8 ]                                                                   |
| Totale                                                                  |                                                                         | Presenze                                                                | 32                                                                      |                                                                         | Reti                                                                    | 1                                                                       |                                                                         |

## Palmarès

### Club

#### Competizioni nazionali
- Campionato giapponese: 4

Kawasaki Frontale: 2017, 2018, 2020, 2021
- Supercoppa del Giappone: 2

Kawasaki Frontale: 2019, 2021
- Coppa J. League: 1

Kawasaki Frontale: 2019
- Coppa dell'Imperatore: 1

Kawasaki Frontale: 2020

### Nazionale
- Universiadi:   1

Shenzen 2011
- Universiadi:   1

Kazan' 2013
- Coppa dell'Asia orientale: 1

2022

### Individuale
- Premio Fair-Play del campionato giapponese: 1

2015
- Squadra del campionato giapponese: 4

2018, 2020, 2021, 2022